# Newport (sigarette)

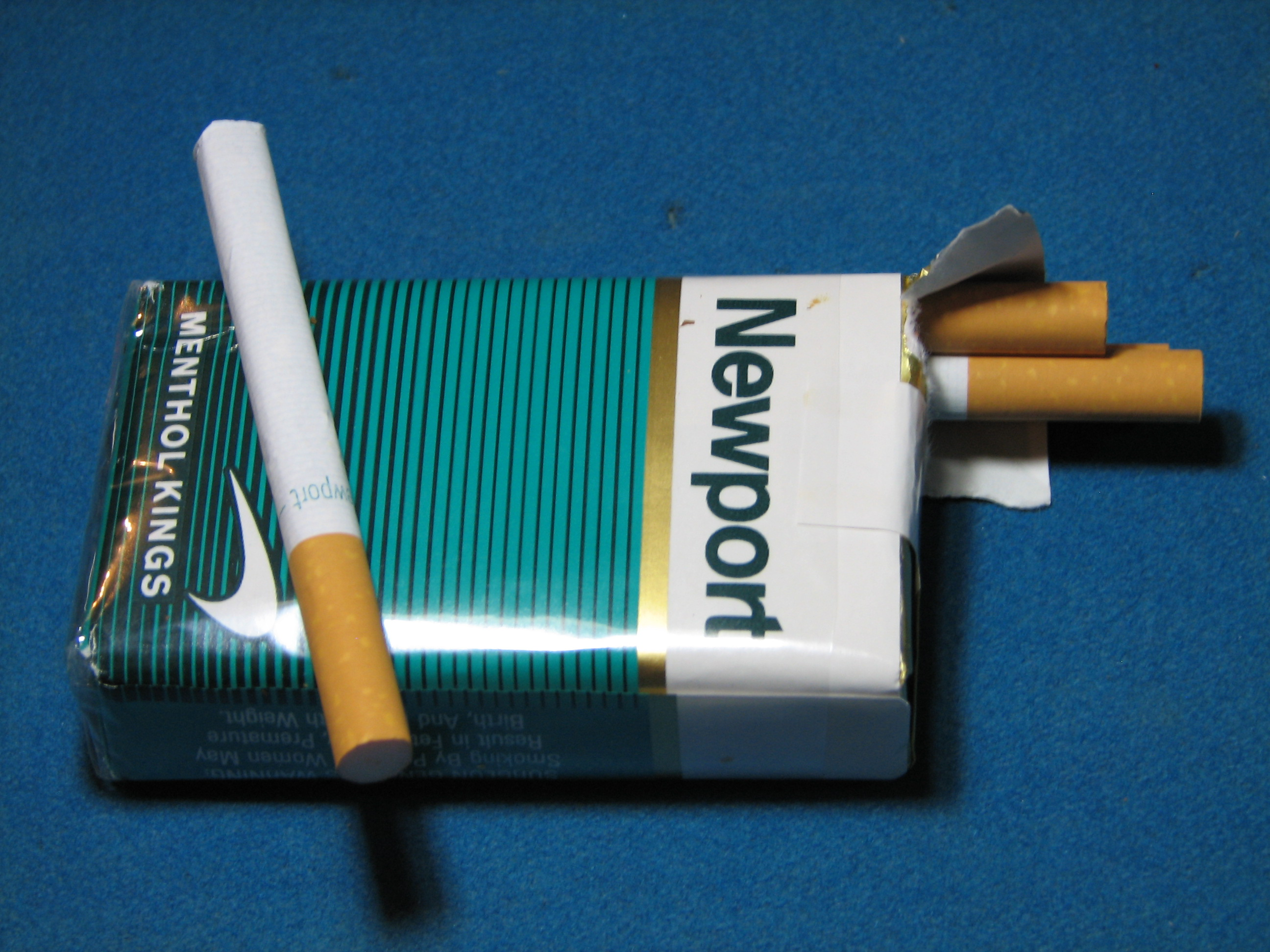
Un pacchetto morbido di sigarette Newport al mentolo.

Newport è una marca di sigarette (nota più che altro per la propria versione al mentolo) originariamente introdotta sul mercato dalla Lorillard Tobacco Company nel 1957 e oggi prodotta e commercializzata dalla Reynolds American. 
A cominciare dall'inizio del ventunesimo secolo, in cui la gamma dei prodotti a marca Newport ha iniziato a comprendere anche prodotti non al mentolo, la marca è arrivata ad essere la seconda più venduta negli Stati Uniti d'America (dietro solo alla Marlboro del Gruppo Altria) e la più venduta nel segmento di mercato rappresentato dagli afroamericani, segmento in cui ha raggiunto il 49,5% del totale.
Al 2010 le vendite delle Newport erano il 35% del totale delle vendite di sigarette al mentolo negli Stati Uniti d'America.
Nel gennaio 2017, il consiglio di amministrazione della Reynolds American ha comunicato di aver accettato un'offerta di acquisto di 49,4 miliardi di dollari da parte della British American Tobacco (BAT), e l'operazione di acquisizione è stata conclusa nel terzo trimestre dello stesso anno. Da allora, quindi, il marchio Newport, così come tutti gli altri appartenenti alla Reynolds American o alle sue controllate, è divenuto di proprietà della BAT. 

## Storia
Il prodotto fu creato in Irlanda e fu poi acquistato dalla Lorillard che, in occasione del lancio sul mercato casalingo ed in particolare per fare breccia sul target scelto, ossia i bevitori maschi del tempo, lo rinominò così in associazione con la cittadina statunitense di Newport, nel Rhode Island. Sia questo che lo spinnaker raffigurato su tutti i pacchetti sin dalla fine degli anni cinquanta volevano associare il marchio al mondo velistico e della marineria in generale. Le Newport classiche furono per anni reclamizzate come le sigarette che permettevano di "Godere di un pieno sapore di mentolo, senza rinunciare al puro gusto di tabacco" cercando di battere la concorrenza delle più famose Kool. A metà degli anni ottanta, la Lorillard decise di cambiare target per le Newport e iniziò una campagna pubblicitaria volta a fare colpo sugli afroamericani delle aree urbane. In due anni, le Newport scalarono così le classifiche, diventando il quinto marchio più popolare dell'intero mercato e le più vendute tra le sigarette al mentolo, settore in cui spodestarono le già citate Kool della Brown & Williamson. Un ulteriore cambio di target agli inizi degli anni novanta portò le Newport a raddoppiare le proprie vendite dal 1989 al 1996, facendo loro realizzare l'avanzamento più significativo del settore grazie alla conquista dei segmenti di mercato dei giovani statunitensi di razza ispanica e caucasica.
Uno studio del 1998 del Dipartimento di Sanità pubblica del Massachusetts (in inglese: Massachusetts Department of Public Health) indicò che le Newport, assieme alle Camel senza filtro, erano le sigarette sul mercato con il più alto contenuto di nicotina. Nei successivi sei anni, la Lorillard aumentò ancora tale contenuto del 10%. 
Nel 1977, la Lorillard cedette i diritti di vendita oltreoceano dei propri marchi, incluso il marchio Newport, e oggi le Newport sono prodotte e commercializzate nei mercati extra-statunitensi dalla British American Tobacco.
Nel luglio del 2014 la Reynolds American ha annunciato l'acquisizione, poi completato nel giugno del 2015 con la completa inglobazione della compagnia e la sparizione del suo nome dal mercato, della Lorillard Tobacco Company per 27,4 miliardi di dollari, con un esborso di 68,88 dollari ad azione; onde evitare problemi di antitrust la fusione comprese anche la vendita alla Imperial Tobacco Company (che poi cambierà nome in "Imperial Brands" nel 2016), per 7,1 miliardi di dollari, di alcuni marchi di sigarette di proprietà delle due aziende, tra cui Kool, Winston, Salem, Maverick e del marchio di sigarette elettroniche Blu eCigs. In conseguenza di ciò, nel giugno 2015 il marchio Newport fu posto dalla Reynolds American sotto il controllo della R.J. Reynolds Tobacco Company, una sua sussidiaria.
Come già detto, nel terzo trimestre del 2017 è stata portata a termine l'acquisizione della Reynolds American da parte della BAT, la quale è così arrivata a controllare la produzione e la vendita del marchio Newport anche all'interno degli Stati Uniti d'America.

## Sentenze e critiche
Al fine di aderire ai regolamenti emessi dalla FDA statunitense, la Lorillard ebbe tempo fino al 22 giugno 2010 per rietichettare i propri prodotti commercializzati come "Lights", "Ultra-Lights", "Medium", "Mild", "Full Flavor", o simili che davano la falsa impressione secondo cui alcuni prodotti del tabacco erano più salutari rispetto ad altri. Così ad esempio, nel caso delle Newport, le varietà "Medium" e "Lights" furono ribattezzate "Blue" e "Gold".
Nel dicembre 2010, un tribunale di Boston emise un verdetto secondo il quale la Lorillard Tobacco Company era condannata a pagare 151 milioni di dollari per aver distribuito gratuitamente a ragazzini e bambini sigarette a marca Newport. Tali "omaggi" venivano fatti durante giri promozionali effettuati regolarmente da furgoncini della compagnia nei quartieri più popolari. Una delle querelanti, Marie Evans, morta di cancro ai polmoni prima dello svolgersi del processo, secondo i documenti mostrati dai suoi avvocati, aveva solo nove anni quando ricevette le sigarette Newport in omaggio.